# Martine Delerm
Pour les articles homonymes, voir Delerm.
Martine Delerm, née Chosson, est une auteure et illustratrice de littérature de jeunesse, née le 5 novembre 1950 à Paris.

## Biographie
Professeure de français pendant plusieurs années, Martine Delerm pratique le dessin et l'écriture. Elle écrit, illustre des albums pour enfants. 
En 1988, elle écrit et illustre La Petite Fille incomplète aux éditions Ipomée, et l'année suivante, ces éditions et cet ouvrage en particulier sont récompensés par la « Mention d'Honneur » à la Biennale d'illustration de Bratislava (BIB) en 1989, biennale internationale se déroulant en Slovaquie, qui récompense des illustrateurs et des éditeurs de toutes les nationalités.
Elle est l'auteur de nombreux albums, Zoé en 1999, Les Parapluies mouillés en 2006, Barnabé, peintre d'ombres en 2009. Avec son mari, l'écrivain Philippe Delerm, elle signe Elle s'appelait Marine et Fragiles.
Elle est la mère du chanteur Vincent Delerm.

## Sélection d'œuvres littéraires

### Album jeunesse
- La Petite Fille incomplète, texte et illustrations, éditions Ipomée, 1988

### Romans jeunesse
- Meurtre à la romaine, Magnard Jeunesse, coll. « Tipick », 2005 ; et rééd.
- Meurtre au salon du livre (Magnard, coll tipik)
- Meurtre à Honfleur (Magnard, coll tipik)
- Marie banlieue
- Zoé
- Funambule
- Abécédaire
- Somnambulettes (Grasset)

### Biographie
- Se reparler de Marguerite, Plon, 2022

### Pièce de théâtre
- Les Parapluies mouillés, 2006 - pièce de théâtre jeunesse représentée en 2009.